# Meuble héraldique
Pour les articles homonymes, voir meuble (homonymie).
En héraldique, on appelle meuble tout ce qui se place sur l'écu et qui n'est pas une pièce. Un meuble charge le champ ou les divisions d'un écu, une pièce ou même un autre meuble. Les meubles figurent des animaux, des végétaux, des objets, mais on trouve aussi quelques formes géométriques abstraites. Un meuble héraldique est une figure qui ne se rattache ni à la catégorie des pièces, ni à celle des partitions, lesquelles, par définition, sont immeubles.
Les meubles sont des figures (fleur de lys, croix, lambel…) qui ne s'étendent pas jusqu'au bord du champ qu'ils occupent (sauf exception comme le pont, et sauf quand ils sont issants ou mouvants).
Un meuble n'est pas destiné à être représentatif mais est symbolique : il est donc stylisé et sa représentation est généralement conventionnelle.
Un même meuble utilisé en nombre conserve les mêmes attributs pour chaque élément, en particulier la couleur. Dans le cas contraire, ils doivent être blasonnés séparément.
Par défaut, un meuble utilisé seul se place au centre de la zone qu'il charge. Si ce n'est pas le cas, cette position inhabituelle doit être blasonnée. Si plusieurs pièces (identiques ou non) chargent une même zone, toutes les positions relatives doivent être définies (par défaut ou par blasonnement).

## Disposition des meubles
Les meubles peuvent être disposés sur le champ ou sur les pièces honorables, voire sur d'autres figures.

Les meubles posés sur une bande sont normalement alignés (voir l’exemple de la Lorraine) et prennent l’orientation de celle-ci, dans un sens ou dans l’autre, suivant que la principale dimension du meuble est verticale ou horizontale.

## Position ordinaire des meubles
Par conventions, les meubles seuls sont disposés :
- un : au centre ;
- deux : l'un sur l'autre ; exception faite des lances, épées, etc. ;
- trois : deux en chef, un en pointe ;
- quatre : aux quatre cantons ;
- cinq : en sautoir ;
- six : trois, deux et un ;
- sept : trois, trois et un ;
- huit : en orle, c'est-à-dire trois, deux et trois ;
- neuf : trois, trois et trois ;
- dix : quatre, trois, deux et un.

Dans le cas contraire, la position doit être blasonnée.

## Meuble, marque de différence
Les marques de différence sont des pièces ou des meubles ajoutés sur un blason existant pour le distinguer du blason d’origine tout en marquant sa filiation (voir brisure). Les meubles utilisés comme marque de différence sont petits et simplifiés, de même que les meubles secondaires, voire plus.

## Les inscriptions
Certaines armes comportent des inscriptions, celles-ci sont alors blasonnées comme un ensemble de meubles-lettres dont on doit préciser les attributs, et la disposition de l'ensemble : Aigues-Vives (Gard) porte D'azur à la source d'argent jaillissant d'un amas de rochers au naturel mouvant des flancs et herbés de sinople, et se jetant dans une rivière aussi d'argent mouvant de la pointe, le tout surmonté de l'inscription AQVA VIVA en lettres capitales d'or posées en fasce voutée.
Les inscriptions sont une création plus tardive en héraldique, les armes primitives étant destinées à être comprises par tous, donc y compris du peuple majoritairement analphabète. Elles se rencontrent couramment sur les livres ouverts des armes universitaires.

## Listes de figures et meubles
Ci-dessous, une liste, non exhaustive, de subdivisions des meubles héraldiques. Classification sans doute à étoffer dans certains cas, et catégories à regrouper dans d'autres : les points de vue sur la classification héraldique sont innombrables…

### Figures artificielles
- Éléments relatifs à l'architecture
- Éléments relatifs à l'art de la guerre
- Éléments relatifs aux tournois
- Éléments relatifs à l'art de la chasse
- Éléments relatifs à la navigation
- Éléments relatifs à l'agriculture
- Éléments relatifs aux activités artisanales
- Éléments relatifs aux activités industrielles
- Éléments relatifs à la musique et autres arts
- Éléments relatifs à la religion
- Éléments relatifs aux cérémonials
- Éléments relatifs à la vie courante

### Figures naturelles
- Objets naturels :
  - astres
  - eau (fontaine, rivière, mer…)
  - foudre
- Végétaux :
  - arbres et arbustes
  - fruits et légumes
  - feuilles
  - fleurs
    - fleur de lys
    - rose
- Animaux :
  - quadrupèdes
    - lion
    - léopard
    - loup
    - chat
    - chauve-souris

  - oiseau
    - aigle
    - cygne
    - paon

  - poissons et cétacés
  - coquilles et crustacés
  - reptiles
  - insectes et arachnides
- êtres humains
- Parties du corps (tous êtres animés)

### Figures chimériques
Voir l'article détaillé Figure héraldique imaginaire